# Wakabayashilita
La wakabayashilita és un mineral de la classe dels sulfurs. Va ser descoberta l'any 1969 a la prefectura de Gunma, a l'illa de Honshū (Japó), sent nomenada així en honor de Yaichiro Wakabayashi (1874-1943), mineralogista japonès.

## Característiques
La wakabayashilita és un complex arsenur sulfur de cations arsènic i antimoni, amb fórmula [(As,Sb)₆S9][As₄S₅]. Cristal·litza en el sistema ortoròmbic trobant-se en hàbit fibrós. La seva duresa a l'escala de Mohs és d'1,5, sent un mineral molt tou.
Segons la classificació de Nickel-Strunz, la wakabayashilita pertany a «02.FA: Sulfurs d'arsènic, àlcalis, sulfurs amb halurs, òxids, hidròxid, H₂O, amb As, (Sb), S» juntament amb els següents minerals: duranusita, dimorfita, pararealgar, realgar, alacranita, uzonita, laphamita, orpiment i getchellita.

## Formació i jaciments
Apareix formant fibres en druses de quars o embedides en calcita. Sol trobar-se associada a altres minerals com: realgar, orpiment, estibina, pirita, calcita, chabourneïta, pierrotita, parapierrotita, esfalerita, twinnita, zinkenita, madocita, andorita, smithita, laffittita, routhierita o aktashita.